# ميغيل إشينوزي
ميغيل إشينوزي (بالإسبانية: Miguel Ángel Echenausi) (21 فبراير 1968 بولاية تاتشيرا في فنزويلا - ) هو مدرب كرة قدم ولاعب كرة قدم فنزويلي في مركز الدفاع. شارك مع منتخب فنزويلا لكرة القدم. أما مع النوادي، فقد لعب مع ديبورتيفو تاشيرا ونادي كاراكاس وديبورتيفو غاليسيا وكوكوتا ديبورتيفو ‏ وإستوديانتس دي ماردة ‏.

## وصلات خارجية
- ميغيل إشينوزي على موقع الاتحاد الدولي (مؤرشف)  (الإنجليزية)
- ميغيل إشينوزي على موقع قاعدة بيانات كرة القدم.إي يو (الإنجليزية)
- ميغيل إشينوزي على موقع ناشيونال فوتبول تيمز (الإنجليزية)